# Convenio relativo a la Conservación de la Vida Silvestre y del Medio Natural de Europa

Países que han ratificado el Convenio de Berna.

El Convenio relativo a la Conservación de la Vida Silvestre y del Medio Natural de Europa, más conocido como Convenio de Berna tiene como objetivo garantizar la conservación de la vida silvestre y del medio natural de Europa mediante una cooperación entre los Estados.
Este Convenio se firmó en Berna el 19 de septiembre de 1979 y la Unión Europea es Parte Contratante desde la Decisión 82/72/CEE del Consejo, de 3 de diciembre de 1981, que entró en vigor el 6 de junio de 1982.

## Historia
En la Convención de Washington de 1973 sobre Comercio Internacional de Especies Amenazadas de Flora y Fauna Silvestres se incluye el primer catálogo internacional de especies protegidas frente a la explotación comercial. Este convenio afectaba principalmente a fauna y flora de otros continentes.
Se pretende mejorar esta situación a través de dos convenios firmados en 1979. Son el Convenio de Bonn, sobre aves y otra fauna migradora, y el de Berna, sobre todo tipo flora y fauna amenazada.
El Convenio de Berna fue el impulsor de la creación de catálogos nacionales de especies protegidas en los Estados miembros. En 1980 se aprueba el primer catálogo español de especies de fauna protegidas y en 1982 se crea el catálogo de flora protegida.